# Circondario di Abbiategrasso
Il circondario di Abbiategrasso era uno dei circondari in cui era suddivisa la provincia di Milano.

## Storia
In seguito all'annessione della Lombardia dal Regno Lombardo-Veneto al Regno di Sardegna (1859), fu emanato il decreto Rattazzi, che riorganizzava la struttura amministrativa del Regno, suddiviso in province, a loro volta suddivise in circondari. Il circondario di Abbiategrasso fu creato come suddivisione della provincia di Milano.
Con l'Unità d'Italia (1861) la suddivisione in province e circondari fu estesa all'intera Penisola, lasciando invariate le suddivisioni stabilite dal decreto Rattazzi.
Il circondario di Abbiategrasso venne soppresso nel 1926 e il territorio assegnato al circondario di Milano.

## Geografia antropica

### Suddivisioni amministrative
Nel 1863, la composizione del circondario era la seguente:
- mandamento I di Abbiategrasso
  - Abbiategrasso; Albairate; Bareggio; Bestazzo; Castellazzo dei Barzi; Cassinetta di Lugagnano; Castelletto Mendosio; Cisliano; Corbetta; Fagnano sul Naviglio; Ozero; Robecco sul Naviglio; San Pietro Bestazzo; San Vito e Marta
- mandamento II di Binasco (ex vicariato di Binasco -senza Siziano e Vidigulfo rimaste a Pavia- ed ex pieve di Rosate ed ex parte sud di quella di Corbetta)
  - Barate; Besate; Binasco; Bonirola; Bubbiano; Calvignasco; Casarile; Caselle d'Ozero; Casirate Olona; Coazzano; Coronate; Gaggiano; Gudo Visconti; Lacchiarella; Mettone; Moncucco Vecchio; Motta Visconti; Noviglio; Pasturago; Rosate; San Novo; San Pietro Cusico; Tainate; Vermezzo; Vernate; Vigano; Vigonzino; Zelo Surrigone; Zibido San Giacomo
- mandamento III di Cuggiono
  - Arconate; Bienate; Borsano; Buscate; Busto Garolfo; Castano; Cuggiono; Dairago; Furato; Induno; Inveruno; Lonate Pozzolo; Magnago; Nosate; Robecchetto; Sant'Antonino; Tornavento; Turbigo; Vanzaghello; Villa Cortese
- mandamento IV di Magenta
  - Bernate Ticino; Boffalora sopra Ticino; Casone; Cassina Pobbia; Magenta; Marcallo; Mesero; Ossona; Santo Stefano Ticino; Sedriano; Vittuone

### Variazioni
- 1869
  - Abbiategrasso annette Castelletto Mendosio[4]
  - Gaggiano annette Barate, Bonirola, Fagnano sul Naviglio, San Vito e Marta e Vigano Certosino[5]
  - Lacchiarella annette Mettone e Casirate Olona[6]
- 1870
  - Morimondo annette Caselle d'Ozzero; e Noviglio annette Tainate; e Vernate annette Coazzano, Moncucco Vecchio e Pasturago; e Zibido San Giacomo annette San Novo, San Pietro Cusico e Vigonzino[7]